# Metazygia lopez
Metazygia lopez är en spindelart som beskrevs av Levi 1995. Metazygia lopez ingår i släktet Metazygia och familjen hjulspindlar. Inga underarter finns listade i Catalogue of Life.